# Szczerby
Szczerby (1942–1945 Scharten) ist ein Dorf in der Landgemeinde Rogowo im Powiat Rypiński. Der Ort befindet sich in der Woiwodschaft Kujawien-Pommern in Polen. 
Szczerby liegt etwa 3 Kilometer westlich vom See Urszulewskie und etwa zwölf Kilometer südöstlich von der Stadt Rypin. Der Ort befindet sich auf einer Höhe von etwa 124 Metern über dem Meeresspiegel. Haupteinnahmequelle der Einwohner ist die Land- und Forstwirtschaft.